# Ivan Valachovič
Ivan Valachovič (* 9. června 1966) je bývalý slovenský fotbalista, obránce.

## Fotbalová kariéra
Hrál za SK Dynamo České Budějovice, FC Petra Drnovice, 1. FK Příbram a v Německu za Vogtländischer FC Plauen. V československé a české fotbalové lize nastoupil ve 200 utkáních a dal 6 gólů. Od roku 2008 nastupoval v okresním přeboru za TJ Sokol Hlohovec.

## Ligová bilance
| Ročník                                   | Zápasy | Góly | Klub                       |
| ---------------------------------------- | ------ | ---- | -------------------------- |
| 1. československá fotbalová liga 1991/92 | 15     | 0    | SK Dynamo České Budějovice |
| 1. československá fotbalová liga 1992/93 | 25     | 0    | SK Dynamo České Budějovice |
| 1. česká fotbalová liga 1993/94          | 26     | 0    | SK Dynamo České Budějovice |
| 1. česká fotbalová liga 1994/95          | 27     | 2    | SK Dynamo České Budějovice |
| 1. česká fotbalová liga 1995/96          | 25     | 1    | SK Dynamo České Budějovice |
| 1. česká fotbalová liga 1996/97          | 25     | 1    | FC Petra Drnovice          |
| 1. Gambrinus liga 1997/98                | 27     | 2    | FC Petra Drnovice          |
| 1. Gambrinus liga 1998/99                | 25     | 0    | FC Petra Drnovice          |
| 1. Gambrinus liga 1999/00                | 5      | 0    | 1. FK Příbram              |
| CELKEM                                   | 200    | 6    |                            |